# 延庆公主 (明穆宗)
延慶公主（16世紀—1600年），名朱堯姬，明朝公主，明穆宗第六女。母親待查。
萬曆十五年（1587年），公主下嫁王昺。萬曆二十八年（1600年）薨。王昺曾因救御史劉光復而招致明神宗大怒，被削職。明光宗即位後復職。